# Aymon Ier de Bourbon
Pour les articles homonymes, voir Aymon Ier.
Aymon Ier de Bourbon est le 1er seigneur de Bourbon au Xe siècle. 

## Biographie
Aymon Ier est le fils d'Aymar de Bourbon et de son épouse Ermengarde. Il tente de revenir sur la donation de Souvigny faite par son père mais craignant sans doute d'être excommunié, il renonce à ses contestations et y ajoute même, vers 950, l'alleu de Longvé situé dans la future paroisse de Bressolles. 
Il épouse Aldesinde (Alsende) de Déols et a comme successeur leur fils Archambaud Ier (de Bourbon), Géraud Ier (de Montluçon), Ebles et Anséric. 
Certaines sources indiquent une fille Duode qui épouse Raoul Ier de Déols, fondateur de Châteauroux avant 930, mais cela est peu probable, car le testament d'Aymon de 953, cite la femme et les 4 enfants, et qu'aucune Duode n'y figure. Noter tout de fois que ce testament a une valeur "aléatoire", due en partie à plusieurs faux de la main du Père André au XVIIe siècle et dont certains n'ont sans doute jamais été identifiés comme tels, malgré l'enquête de Colbert sur ce sujet... nous ne pouvons être certain que d'Archambaud Ier et de Géraud de Montluçon, car ils apparaissent indépendamment de ce testament dans d'autres documents.